# Cuquío
Cuquío est une ville et une municipalité de l'État de Jalisco au Mexique.
La municipalité a 17 980 habitants en 2015.

## Géographie
Cuquío est située pour l'essentiel en terrain plat autour de 1 810 m d'altitude, les quelques zones accidentées de la municipalité ne dépassent pas 2 200 m d'altitude.
Elle est à moins de 80 km de Guadalajara par l'autoroute 54 et la route 201 mais le trajet est long car la route est sinueuse.
Cuquío est limitrophe de l'État de Zacatecas et entourée par d'autres municipalités de l'État de Jalisco.
| (État de Zacatecas) |             | Yahualica de González Gallo (es) |
| Ixtlahuacán del Río | Cuquío      | Tepatitlán de Morelos            |
|                     | Zapotlanejo | Acatic                           |

La municipalité comprend 146 localités dont les plus importantes sont le chef-lieu Cuquío (4 682 habitants en 2010), Lázaro Cárdenas (1 373 habitants en 2010), Teponahuasco (949), San Juan del Monte (642) et Las Cruces (640).
On y trouve 15 900 ha de forêts de chênes et de pins, des gisements d'argent, de magnésium et de chaux, et des carrières.
La faune comprend des mammifères tels que cerfs, renards, écureuils, coyotes et le tigrillo, et divers oiseaux comme la caille, le hibou et la tourterelle triste.
La température moyenne annuelle est de 17,9 °C.
Les vents dominants viennent du nord.
Les précipitations annuelles moyennes approchent 840 mm.
Il pleut principalement de juin à août.
Il y a 7,6 jours de gel par an en moyenne.

## Histoire
La localité de La Cofradía était habitée à l'époque préhispanique par la tribu des Coquias, une tribu des Purépechas (ou Tarasques) qui faisaient de fréquentes incursions dans la région,.
Le toponyme Cuquío vient du mot purépecha Cuixi qui signifierait milan ou peut-être crapauds.
Cuquío acquiert le statut de ville en 1824.
La municipalité compte 17 795 habitants en 2010, pour une superficie de 880,96 km2, dont 74% de population rurale.
Au recensement de 2015, la population de la municipalité passe à 17 980 habitants.

## Points d'intérêt
Cuquío est connue pour ses nombreux groupes folkloriques et ses productions industrielles et artisanales, notamment la poterie, les objets en bois, les sandales huaraches et la broderie.
Les principaux lieux à voir dans la municipalité sont :
- la zone archéologique de La Cofradía ;
- l'église paroissiale San Felipe fondée au XVIe siècle, le temple du Sacré-Cœur et le couvent de Dolores ;
- les haciendas Sin Nombre et du Burro de Oro ;
- la maison où séjourna Don Miguel Hidalgo y Costilla le 17 janvier 1811 ;
- la maison de Las Cruces où ont été assassinés les saints martyrs de la guerre des Cristeros Justino Orona Madrigal et Atilano Cruz Alvarado en 1928 ;
- les forêts de La Silleta et de Plan de Potrerillos[1] ;
- le musée Cuixi[4].